# Радерфордтон (Северна Каролина)
Радерфордтон (енгл. Rutherfordton) град је у америчкој савезној држави Северна Каролина.

## Демографија
По попису из 2010. године број становника је 4.213, што је 82 (2,0%) становника више него 2000. године.
| Група             | 2000.         | 2010.         |
| Белци             | 3.451 (83,5%) | 3.503 (83,1%) |
| Афроамериканци    | 562 (13,6%)   | 437 (10,4%)   |
| Азијати           | 30 (0,7%)     | 68 (1,6%)     |
| Хиспаноамериканци | 53 (1,3%)     | 127 (3,0%)    |
| Укупно            | 4.131         | 4.213         |